# 淡紫荆芥
淡紫荆芥（学名：Nepeta yanthina）为唇形科荆芥属下的一个种。

## 扩展阅读
維基物種上的相關：淡紫荆芥